# Tolantongo (Cardonal)
Tolantongo es una localidad de México perteneciente al municipio de Cardonal en el estado de Hidalgo.

## Toponimia
El significado etimológico de "Tolantongo" se encuentra en disputa, una versión es que deriva del náhuatl tonalli (“calor de sol”), es decir "Donde se siente calorcito".

## Historia
El ejido de San Cristóbal pertenece al municipio de Cardonal, nació cuando se expropió la hacienda La Florida, y se realizó el reparto en 1934, en beneficio de 85 jefes de familia que laboraban como peones en la hacienda. El turismo apareció por los años 1960, los servicios turísticos comenzaron a darse de manera empírica y rudimentaria. En 1993, en el ejido se llevó a cabo el Programa de Certificación de Derechos Ejidales y Titulación de Solares (PROCEDE), por lo que se obtuvieron los títulos parcelarios y la posibilidad de vender las tierras, en una asamblea celebrada el mismo año se acordó no vender.

## Geografía
A la localidad le corresponden las coordenadas geográficas 20° 39’ 02.587” de latitud norte y 99° 00’ 11.077” de longitud oeste, con una altitud de 1317 m s. n. m. Se encuentra a 117 km de Pachuca de Soto y a 201 km de la Ciudad de México
En cuanto a fisiografía se encuentra dentro de las provincia de la Sierra Madre Oriental, dentro de la subprovincia de Carso Huasteco; su terreno es de sierra y barranca. En lo que respecta a la hidrografía se encuentra posicionado en la región Panuco, dentro de la cuenca del río Moctezuma, en la subcuenca del río Amajac. En un ámbito local se encuentra en la Barranca de Tolantongo, formado por el río homónimo; destacan una serie de grutas y cuevas localizadas en la localidad.
Cuenta con un clima semiseco templado . Se encuentra en la región de la Sierra Baja, pero culturalmente se le asocia con el Valle del Mezquital.

## Demografía
En 2020 registró una población de 102 personas, lo que corresponde al 0.52 % de la población municipal. De los cuales 51 son hombres y 51 son mujeres. Tiene 22 viviendas particulares habitadas.
| Gráfica de evolución demográfica de Tolantongo entre 1940 y 2020                             |
|                                                                                              |
| Población de los censos y conteos del Instituto Nacional de Estadística y Geografía (INEGI). |

## Economía
La localidad tiene un grado de marginación muy bajo y un grado de rezago social muy bajo. La principal actividad económica es el turismo, cuenta con el Parque acuático Grutas Tolantongo y el Parque acuático La Gloria; s ofrecen zonas de camping, vestidores, regaderas, sanitarios, tiendas, estacionamiento.